# ويل (فنان قصص مصورة)
ويل هو فنان قصص مصورة بلجيكي، ولد في 30 أكتوبر 1927 في Anthée ‏ في بلجيكا، وتوفي في 18 فبراير 2000 في لهولبى ‏ في بلجيكا.